# Allobates granti
Allobates granti é uma espécie de anfíbio anuro da família Aromobatidae. Está presente na Guiana Francesa. Não foi ainda avaliada pela UICN.